# 알트마리엔도르프역
알트마리엔도르프역(U-Bahnhof Alt-Mariendorf)은 베를린 템펠호프쇠네베르크구 마리엔도르프에 있는 U6의 남쪽 종착역이다. 1966년 2월 28일 CII선의 템펠호프역-알트마리엔도르프역 연장 구간 개통 당시에 개업했다. 라이스에크슈트라세(Reißeckstraße), 프리덴슈트라세(Friedenstraße), 알트마리엔도르프, 마리엔도르퍼 담(Mariendorfer Damm)의 교차점에 역사가 있으며 대중 교통의 결절점으로도 기능하고 있다.
역사 남쪽과 북쪽으로 각각 대합실이 있으며, 남쪽 대합실은 상가로 개발되어 있으며 엘리베이터가 설치되어 있다. 라이너 륌러가 역사를 설계했다. 역사 승강장 외벽은 흰색 세라믹 타일로 마감했으며, 중앙 기둥은 천연석으로 마감했다. 대합실과 출구 계단의 강조 색상은 어두운 파란색과 빨간색이다. 역 남쪽으로 3선 인상선이 설치되어 있으며, 북쪽으로는 되돌림 운행 목적으로 양방향 건넘선이 설치되어 있다. 더 이상의 남부 연장 계획은 없다.
2018년 말 1960년대와 1970년대 서베를린에 건설된 도시 철도역 12곳의 일부로 베를린의 건축유산으로 지정되었다.
베를린 버스 X71, X76, M76, M77, 179, 181, 277, N6, N77번과 환승 가능하다. 베를린 브란덴부르크 공항 개통 이후 X71번은 이 역에서 공항과 연결된다.

## 인접 철도역
| 베를린 지하철 6호선        | 베를린 지하철 6호선 | 베를린 지하철 6호선 |
| -------------------------- | ------------------- | ------------------- |
| 베스트팔베크 알트테겔 방면 | U6                  | 시·종착역           |